# Batalha de Ambos Nogales

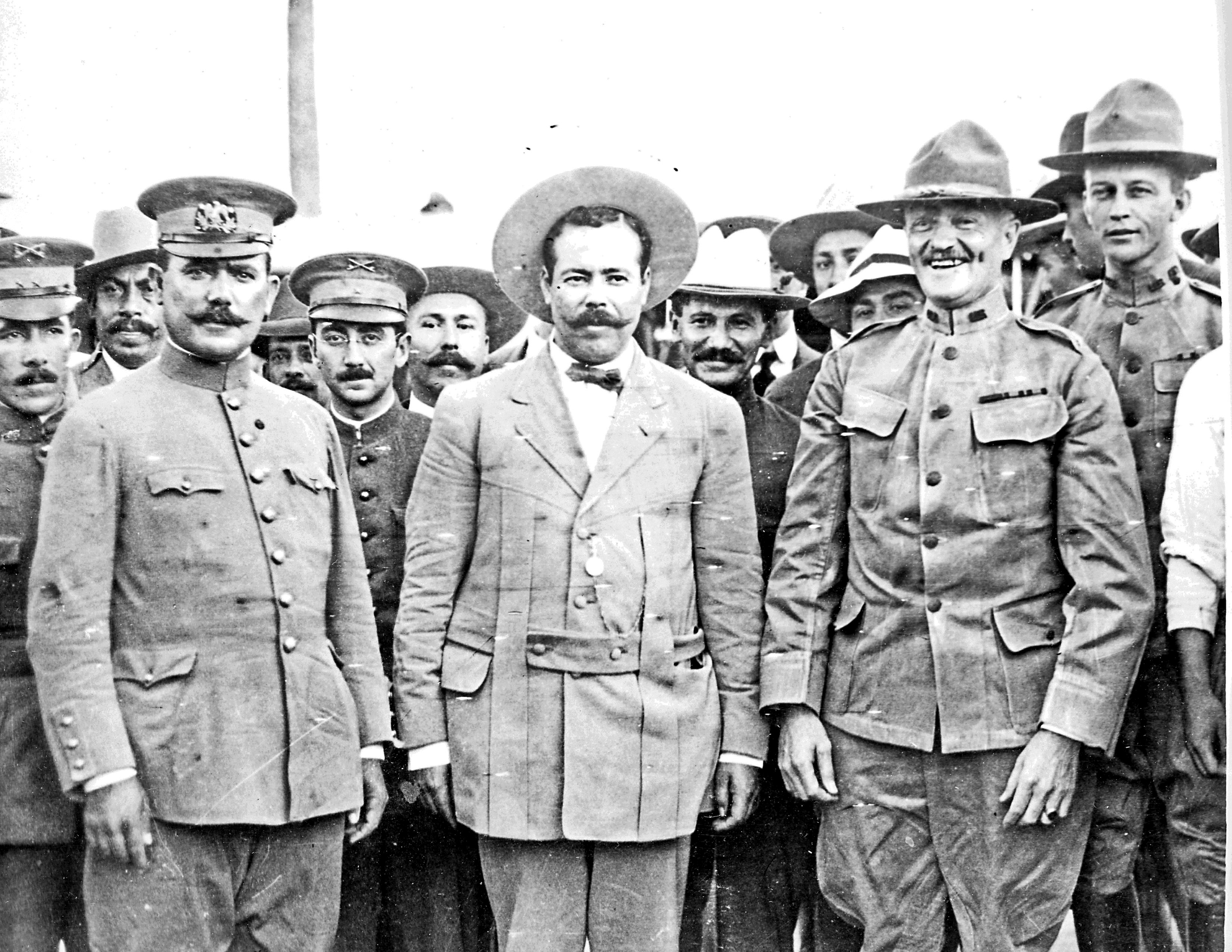
Os generais Álvaro Obregón, Pancho Villa e John J. Pershing (atrás de Pershing está o tenente George S. Patton).

A Batalha de Ambos Nogales, ou como é conhecida no México La batalla del 27 de agosto (A Batalha de 27 de agosto), foi um confronto travado em 27 de agosto de 1918 entre forças militares mexicanas e milícias civis e elementos das tropas do Exército dos EUA do 35º Regimento de Infantaria, que foram reforçados pelos Soldados Búfalo do 10º Regimento de Cavalaria, e comandados pelo tenente-coronel Frederick J. Herman. Os soldados americanos e as forças da milícia estavam estacionados em Nogales, Arizona, e os soldados mexicanos e as milícias mexicanas armadas estavam em Nogales, Sonora. Esta batalha foi notável por ser um confronto significativo entre as forças norte-americanas e mexicanas durante a Guerra da Fronteira, que ocorreu no contexto da Revolução Mexicana e da Primeira Guerra Mundial.
Antes do final da década de 1910, a fronteira internacional entre os dois Nogaleses era uma avenida aberta chamada International Street, mas durante o curso da década a violência associada à Revolução Mexicana e a crescente histeria relacionada à Primeira Guerra Mundial trouxeram um controle mais rígido dos EUA sobre a fronteira. O sentimento anti-estrangeiro cresceu na região fronteiriça com a divulgação do telegrama Zimmermann do Império Alemão em fevereiro de 1917. (Alguns historiadores militares dos EUA da 10ª Cavalaria e 25ª Infantaria alegaram mais tarde que conselheiros militares alemães encorajaram os rebeldes mexicanos sob o comando do general Francisco "Pancho" Villa para lutar contra os EUA em Nogales). Relacionadas ao sentimento antiestrangeiro da Primeira Guerra Mundial, as mortes a tiros de cidadãos mexicanos na fronteira por soldados americanos em Nogales no início de 1918 aumentaram as tensões raciais nas duas cidades fronteiriças. Como resultado da batalha de 27 de Agosto, os EUA e o México concordaram em dividir as duas comunidades fronteiriças com uma cerca fronteiriça de arame, a primeira de muitas encarnações permanentes do muro fronteiriço EUA-México entre as duas cidades ao longo dos dois países.